# Ruta de Illinois 152
La Ruta de Illinois 152, y abreviada IL 152 (en inglés: Illinois Route 152) es una carretera estatal estadounidense ubicada en el estado de Illinois. La carretera inicia en el sur desde la IL 13  , IL 127   en Du Quoin hacia el norte en la US 51     en Du Quoin. La carretera tiene una longitud de 10,9 km (6.76 mi).

## Mantenimiento
Al igual que las autopistas interestatales, y las rutas federales y el resto de carreteras estatales, la Ruta de Illinois 152 es administrada y mantenida por el Departamento de Transporte de Illinois por sus siglas en inglés IDOT.